# A3 (motorväg, Luxemburg)
A3 är en motorväg i Luxemburg som utgår från huvudstaden  Luxemburg och går till Dudelange och vidare över gränsen till Frankrike. 